# Bahnstrecke Naumburg–Teuchern
| |                      |                                           |                                           |
| Streckennummer: | 6680                 |                                           |                                           |
| Kursbuchstrecke (DB): | 551                  |                                           |                                           |
| Kursbuchstrecke: | 161 (1934)           |                                           |                                           |
| Streckenlänge: | 21,995 km            |                                           |                                           |
| Spurweite: | 1435 mm (Normalspur) |                                           |                                           |
| Streckenklasse: | CM4                  |                                           |                                           |
| Minimaler Radius: | 150 m                |                                           |                                           |
| Streckengeschwindigkeit: | 50 km/h              |                                           |                                           |
| |                      |                                           |                                           |
| \| \| \| von Reinsdorf (b Artern) \| \| \| \| \| von Bebra \| \| \| \| 0,000 \| Naumburg (Saale) Hbf \| Naumburg (Saale) Hbf \| \| \| \| nach Halle (Saale) Hbf \| \| \| \| 0,805 \| Infrastrukturgrenze DB Netz / Zossen Rail \| Infrastrukturgrenze DB Netz / Zossen Rail \| \| \| \| Bebra–Halle (Saale) Hbf \| \| \| \| \| Viadukt über Landesstraße 205 \| \| \| \| 2,765 \| Naumburg (Saale) Ost \| Naumburg (Saale) Ost \| \| \| 5,857 \| Wethau \| Wethau \| \| \| \| Betriebsgrenze \| \| \| \| 7,734 \| Mertendorf \| Mertendorf \| \| \| 10,255 \| Scheiplitz \| Scheiplitz \| \| \| \| Bundesstraße 180 \| \| \| \| 14,689 \| Stößen \| Stößen \| \| \| \| Bundesautobahn 9 \| \| \| \| 18,098 \| Krauschwitz (b Teuchern) \| Krauschwitz (b Teuchern) \| \| \| 21,042 \| Infrastrukturgrenze Zossen Rail / DB Netz \| Infrastrukturgrenze Zossen Rail / DB Netz \| \| \| \| Anschluss LGM (Hasselmann-Gruppe) \| \| \| \| \| von Weißenfels \| \| \| \| 21,995 \| Teuchern \| Teuchern \| \| \| \| nach Zeitz \| \| |                      |                                           |                                           |
| Strecke |                      | von Reinsdorf (b Artern)                  | von Reinsdorf (b Artern)                  |
| Abzweig geradeaus und von rechts |                      | von Bebra                                 | von Bebra                                 |
| Bahnhof | 0,000                | Naumburg (Saale) Hbf                      | Naumburg (Saale) Hbf                      |
| Abzweig geradeaus und nach rechts |                      | nach Halle (Saale) Hbf                    | nach Halle (Saale) Hbf                    |
| Wechsel des Eisenbahninfrastrukturunternehmens | 0,805                | Infrastrukturgrenze DB Netz / Zossen Rail | Infrastrukturgrenze DB Netz / Zossen Rail |
| Kreuzung geradeaus oben |                      | Bebra–Halle (Saale) Hbf                   | Bebra–Halle (Saale) Hbf                   |
| Brücke |                      | Viadukt über Landesstraße 205             | Viadukt über Landesstraße 205             |
| Bahnhof | 2,765                | Naumburg (Saale) Ost                      | Naumburg (Saale) Ost                      |
| Blockstelle | 5,857                | Wethau                                    | Wethau                                    |
| |                      | Betriebsgrenze                            |                                           |
| Haltepunkt / Haltestelle (Strecke außer Betrieb) | 7,734                | Mertendorf                                | Mertendorf                                |
| Haltepunkt / Haltestelle (Strecke außer Betrieb) | 10,255               | Scheiplitz                                | Scheiplitz                                |
| Strecke mit Straßenbrücke (Strecke außer Betrieb) |                      | Bundesstraße 180                          | Bundesstraße 180                          |
| Haltepunkt / Haltestelle (Strecke außer Betrieb) | 14,689               | Stößen                                    | Stößen                                    |
| Strecke mit Straßenbrücke (Strecke außer Betrieb) |                      | Bundesautobahn 9                          | Bundesautobahn 9                          |
| Haltepunkt / Haltestelle (Strecke außer Betrieb) | 18,098               | Krauschwitz (b Teuchern)                  | Krauschwitz (b Teuchern)                  |
| Wechsel des Eisenbahninfrastrukturunternehmens (Strecke außer Betrieb) | 21,042               | Infrastrukturgrenze Zossen Rail / DB Netz | Infrastrukturgrenze Zossen Rail / DB Netz |
| Abzweig geradeaus und von links |                      | Anschluss LGM (Hasselmann-Gruppe)         | Anschluss LGM (Hasselmann-Gruppe)         |
| Abzweig geradeaus und von links |                      | von Weißenfels                            | von Weißenfels                            |
| Bahnhof | 21,995               | Teuchern                                  | Teuchern                                  |
| Strecke |                      | nach Zeitz                                | nach Zeitz                                |

Die Bahnstrecke Naumburg–Teuchern ist eine Nebenbahn in Sachsen-Anhalt. Sie verläuft von Naumburg (Saale) über Stößen nach Teuchern und verbindet die Hauptbahnen Halle–Bebra (Thüringer Bahn) und Weißenfels–Zeitz (–Gera) miteinander. Zum Fahrplanwechsel im Dezember 2010 wurde der Personenverkehr auf dem Streckenabschnitt Naumburg (Saale) Ost–Teuchern eingestellt.

## Geschichte
Bereits 1870 reiften Pläne heran, eine direkte Bahnstrecke von Zeitz westwärts nach Thüringen zu bauen, um die Umwege über Weißenfels oder Gera zu umgehen. Die Strecke sollte von Naumburg über Stößen, Meineweh und Droyßig nach Zeitz verlaufen und zusammen mit den ebenfalls projektierten oder bereits in Bau befindlichen Strecken Artern–Naumburg und Zeitz–Altenburg Teil einer Fernverbindung von Nordhausen nach Chemnitz werden. Dieses Vorhaben wurde vom zuständigen preußischen Minister aus wirtschaftlichen Gründen abgelehnt, stattdessen entstand bis 1897 zunächst die weiter südlich verlaufende Bahnstrecke Zeitz–Camburg. Die Naumburg-Teucherner Bahn wurde erst am 28. Juni 1900 eröffnet. Sie diente in ihrer Anfangszeit hauptsächlich dazu, Industriegüter aus Zeitz in Richtung Halle und Erfurt zu transportieren.
Zu DDR-Zeiten wurden u. a. Güterzüge mit Zuckerrüben aus dem Thüringer Becken oder Zement aus Karsdorf und Kohle aus dem Revier um Profen abgefahren. Beliebt war die Bahnstrecke auch als Umleiterstrecke für die Thüringer Bahn. So war es in den 1980er Jahren, im Zuge des Ausbaus der Thüringer Bahn zwischen Naumburg und Weißenfels, nicht selten, dass planmäßige Güterzüge und auch internationale Schnellzüge zwischen Naumburg und Teuchern verkehrten.

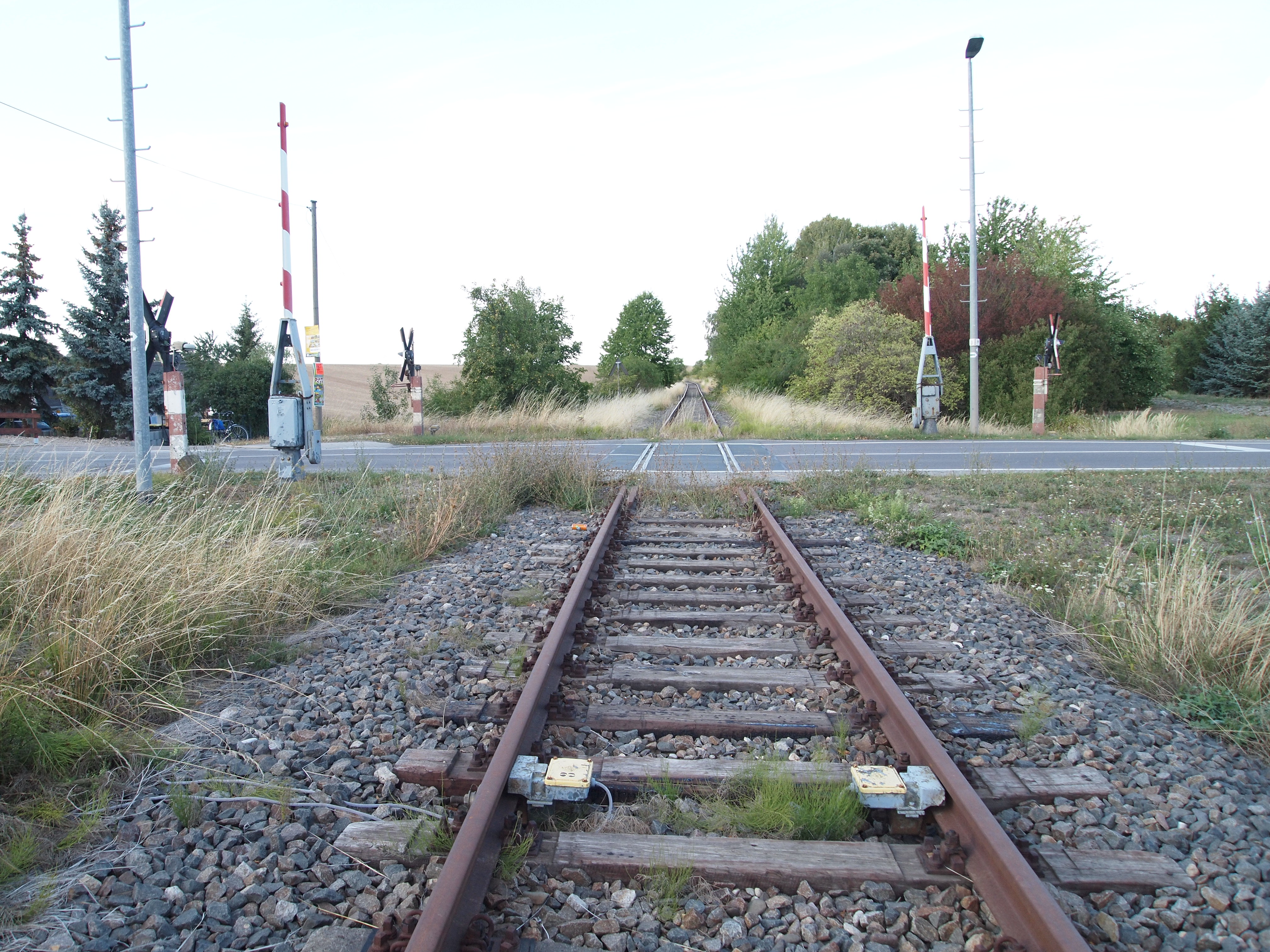
Bahnübergang in Wethau, 2018

Zu Beginn der 1990er Jahre kam es fast zur Einstellung des Verkehrs, da der Güter- und Personenverkehr seit der friedlichen Revolution 1989 rapide abgenommen hatte. Die Fahrpläne aus dieser Zeit listen nur noch vier bis fünf werktägliche Zugpaare auf, von denen nur ein Teil über Teuchern hinaus von und bis Zeitz durchgebunden war. An Samstagen, Sonn- und Feiertagen ruhte der Reisezugverkehr vollständig. Nach dem Zusammenschluss der Kreise Zeitz, Naumburg und Nebra zum Burgenlandkreis 1994 änderte sich die Situation wieder, da die Bahn im Kontext der Unstrutbahn als wesentliche Querverbindung des neu gegründeten Landkreises manifestiert wurde.

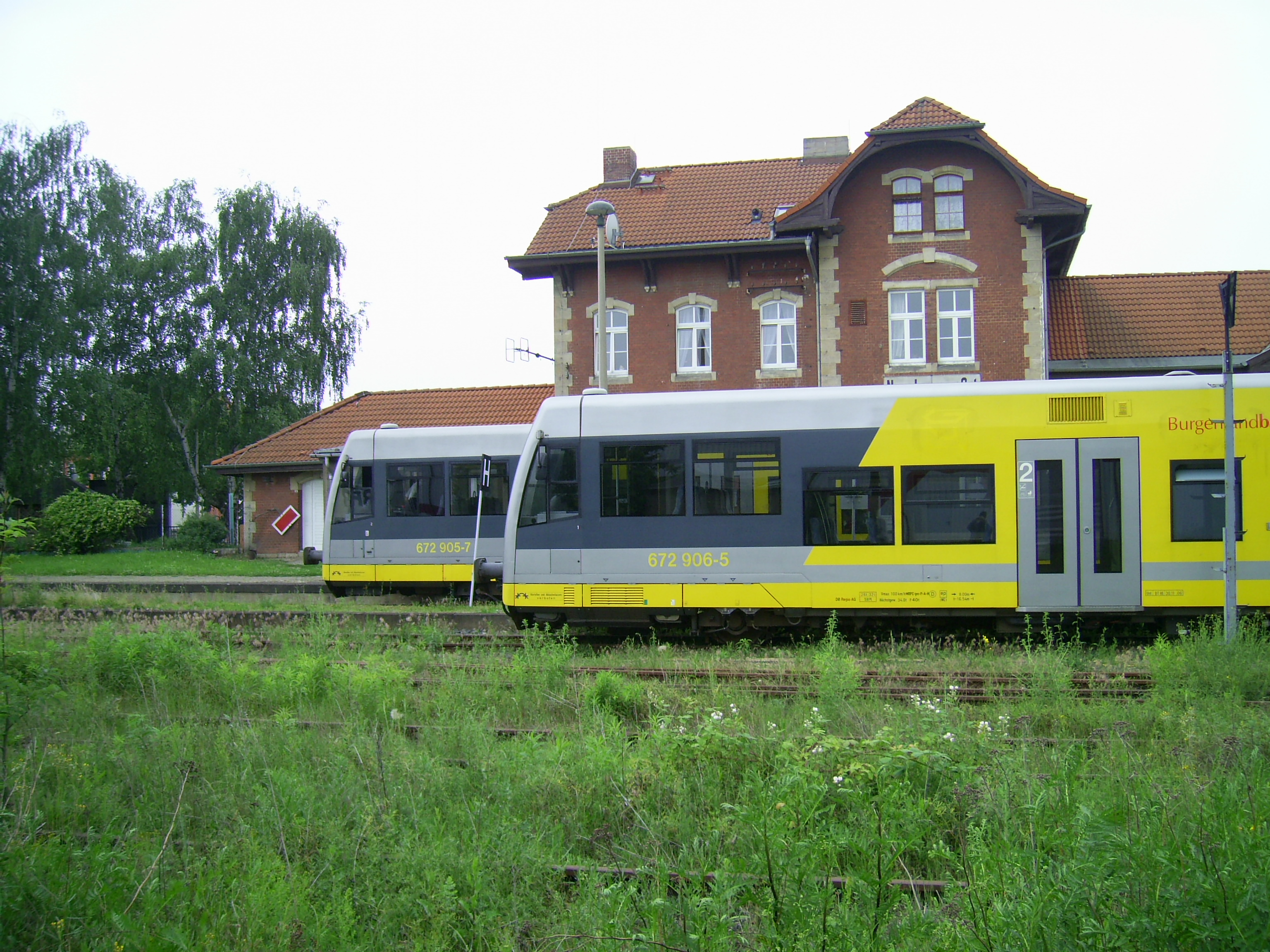
Züge im Bahnhof Naumburg Ost (2007)

Im Jahr 1995 wurde der Fahrbetrieb auf der Strecke von der Deutschen Bahn AG an die Karsdorfer Eisenbahngesellschaft (KEG) abgegeben, die den Personenverkehr mit MAN-Schienenbussen durchführte. 1999 übernahm die Burgenlandbahn, ein Tochterunternehmen von DB Regio und KEG, den Personenverkehr mit DWA LVT/S. Fortan verkehrten auch an den Wochenenden Reisezüge im Zweistundentakt, die durch Vereinigung mit den Triebwagen aus Weißenfels in Teuchern bis Zeitz durchgebunden wurden. In den Jahren 2004 bis 2006 wurde die gesamte Strecke grundlegend saniert und ausgebaut.
Am Ende waren im Personenverkehr vorwiegend Berufspendler, aber auch Berufsschüler zum Berufsschulzentrum Zeitz auf der Naumburg-Teucherner Bahn unterwegs. Aufgrund der niedrigen Fahrgastzahlen sowie der Kürzung der Regionalisierungsmittel stand die Bahn bald wieder auf dem Prüfstand. Zum Fahrplanwechsel am 9. Dezember 2007 wurde das Angebot zunächst auf 5 Zugpaare an Werktagen reduziert. Am Wochenende bestand erneut kein Bahnangebot mehr.
Zum Fahrplanwechsel 2010/2011 wurde auf dem Abschnitt Naumburg Ost–Teuchern der Personenverkehr eingestellt und durch Busse ersetzt. Da dadurch die Strecke für DB Netze nicht mehr wirtschaftlich zu betreiben war, wurde sie Ende März 2011 zur Abgabe an andere Eisenbahninfrastrukturunternehmen (EIU) ausgeschrieben. Bis zur Übernahme der Strecke durch das EIU ZossenRail Betriebsgesellschaft mbH am 1. Oktober 2013 verkehrten nur noch sehr selten Güterzüge über die Trasse.

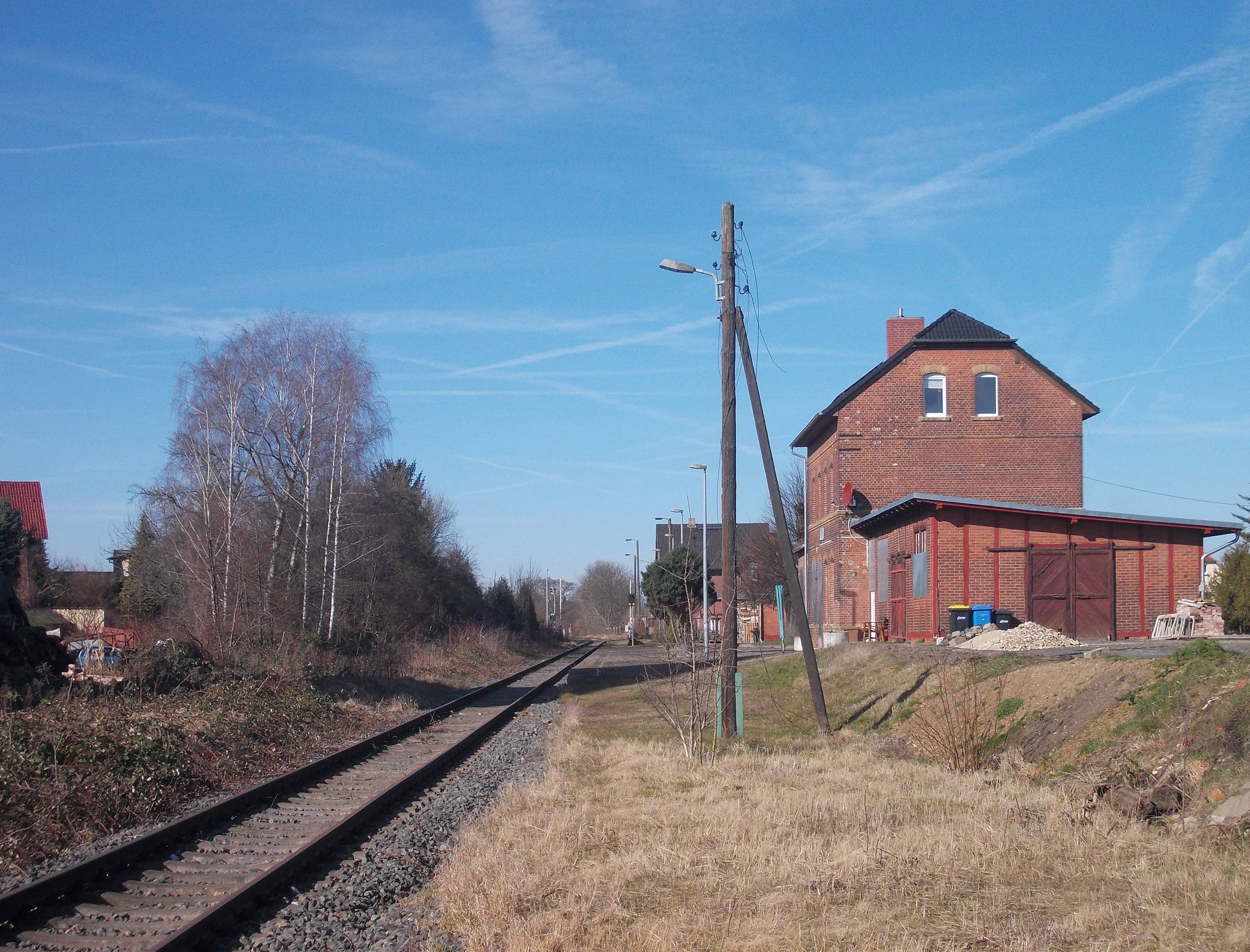
Bahnhof Stößen, 2015

Zum Winzerfest 2012 in Freyburg erfolgte ein Sonderzugverkehr auf der Strecke zwischen Zeitz und Naumburg Ost mit Anschluss an die Züge Richtung Wangen. Inzwischen wurde die Strecke von dem neuen EIU Zossen Rail Betriebsgesellschaft gepachtet, die beabsichtigt zwei neue Haltepunkte in Naumburg zu errichten, falls die Nahverkehrsservice Sachsen-Anhalt GmbH (NASA) den Verkehr bestellt. Die NASA gab im August 2017 bekannt, eine Untersuchung in Auftrag geben zu wollen. Damit kommt sie einer Forderung der IG Unstrutbahn nach, die Erreichbarkeit des Burgenlandklinikums, des Landratsamts sowie des Gewerbe- und Einkaufsparks zu verbessern.
Der neue Infrastrukturbetreiber ZossenRail legte den Netto-Trassenpreis für den neunzehn Kilometer langen Abschnitt zwischen Naumburg Ost (ausschließlich) und Teuchern (ausschließlich) auf über 39.000 Euro fest, so dass dort seither kein Zugverkehr mehr stattfand. Da die Strecke auf diese Weise nicht wirtschaftlich zu betreiben war, schrieb der Eigentümer den Streckenabschnitt Wethau – Teuchern im August 2019 zur Übernahme durch andere Eisenbahninfrastrukturunternehmen aus. Als sich daraufhin kein Interessent meldete, beantragte ZossenRail nach dem Ende der Ausschreibung die Stilllegung dieses Abschnitts beim Verkehrsministerium Sachsen-Anhalt. Für den nicht befahrenen Abschnitt Naumburg Ost – Wethau erhofft sich ZossenRail eine Verlängerung des bestellten Schienenpersonennahverkehrs bis zu einem Einkaufszentrum.
Im Juli 2024 wurde der Antrag zur Freistellung von Eisenbahnbetriebszwecken des Abschnittes Teuchern – Wethau (jeweils ausschließlich) beim Eisenbahn-Bundesamt eingereicht.

## Streckenbeschreibung
In Naumburg Hauptbahnhof überquert die Nebenbahn die Bahnstrecke Halle–Bebra in einem großen Gleisbogen und über eine Fachwerkbrücke. Anschließend verläuft sie durch hügeliges Gebiet von Naumburg bis Stößen dauernd ansteigend und überwindet dabei über 120 Höhenmeter. Größere und kleinere Brückenbauwerke, hohe Dämme und Einschnitte wechseln sich dauernd ab. In Höhe des ehemaligen Haltepunktes Scheiplitz durchquert die Bahn ein Waldgebiet mit kleinen Seen. Hinter Stößen kreuzt die Naumburg-Teucherner Bahn die BAB 9. In Teuchern trifft sie rechtsseitig auf die Bahnstrecke von Weißenfels kommend und vereint sich in einem großen Weichenbild mit ihr in Richtung Zeitz und Gera.

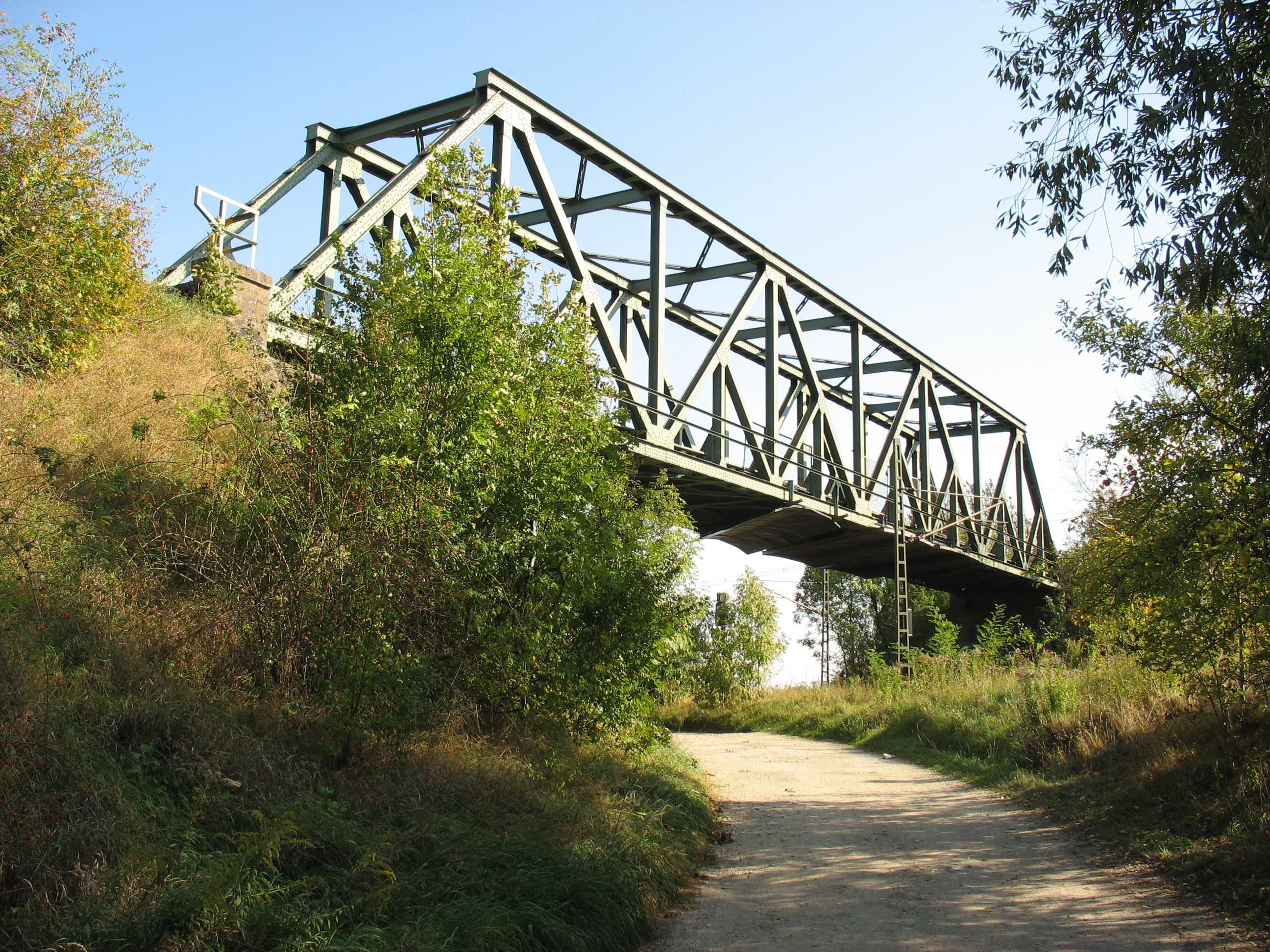
Brücke der Strecke am Hauptbahnhof Naumburg
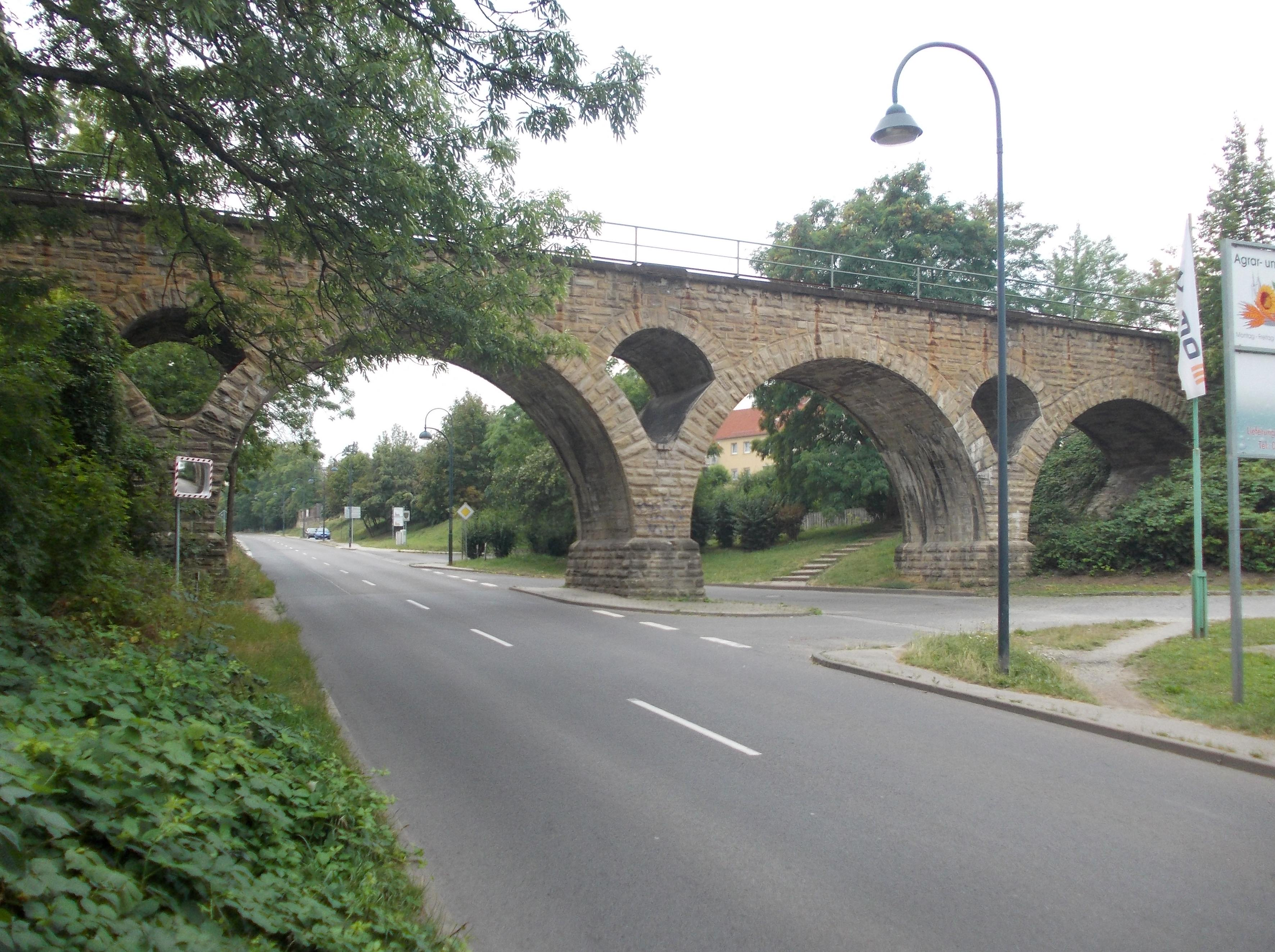
Brücke über die Hallesche Straße in Naumburg
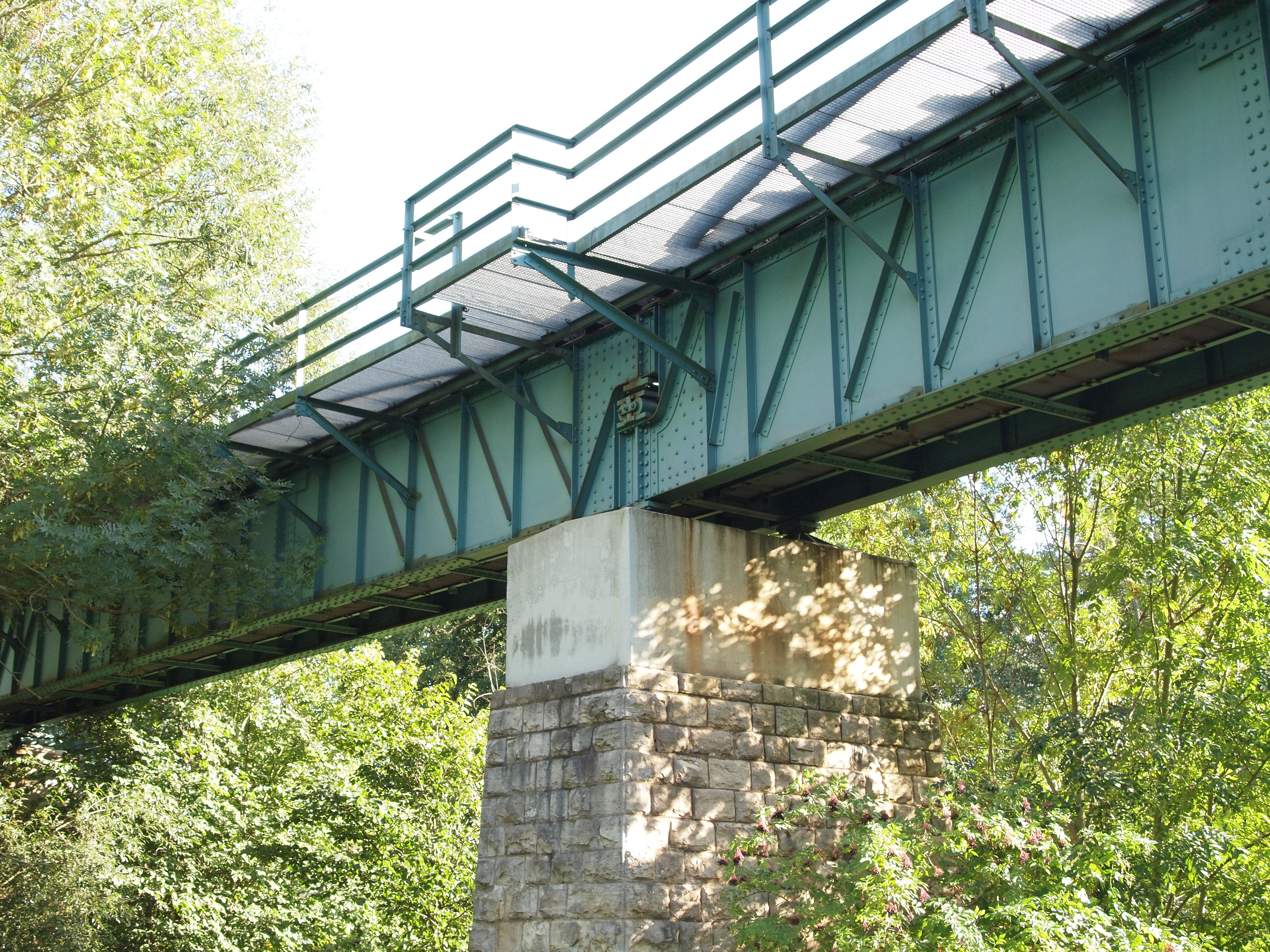
Wethaubrücke bei Mertendorf
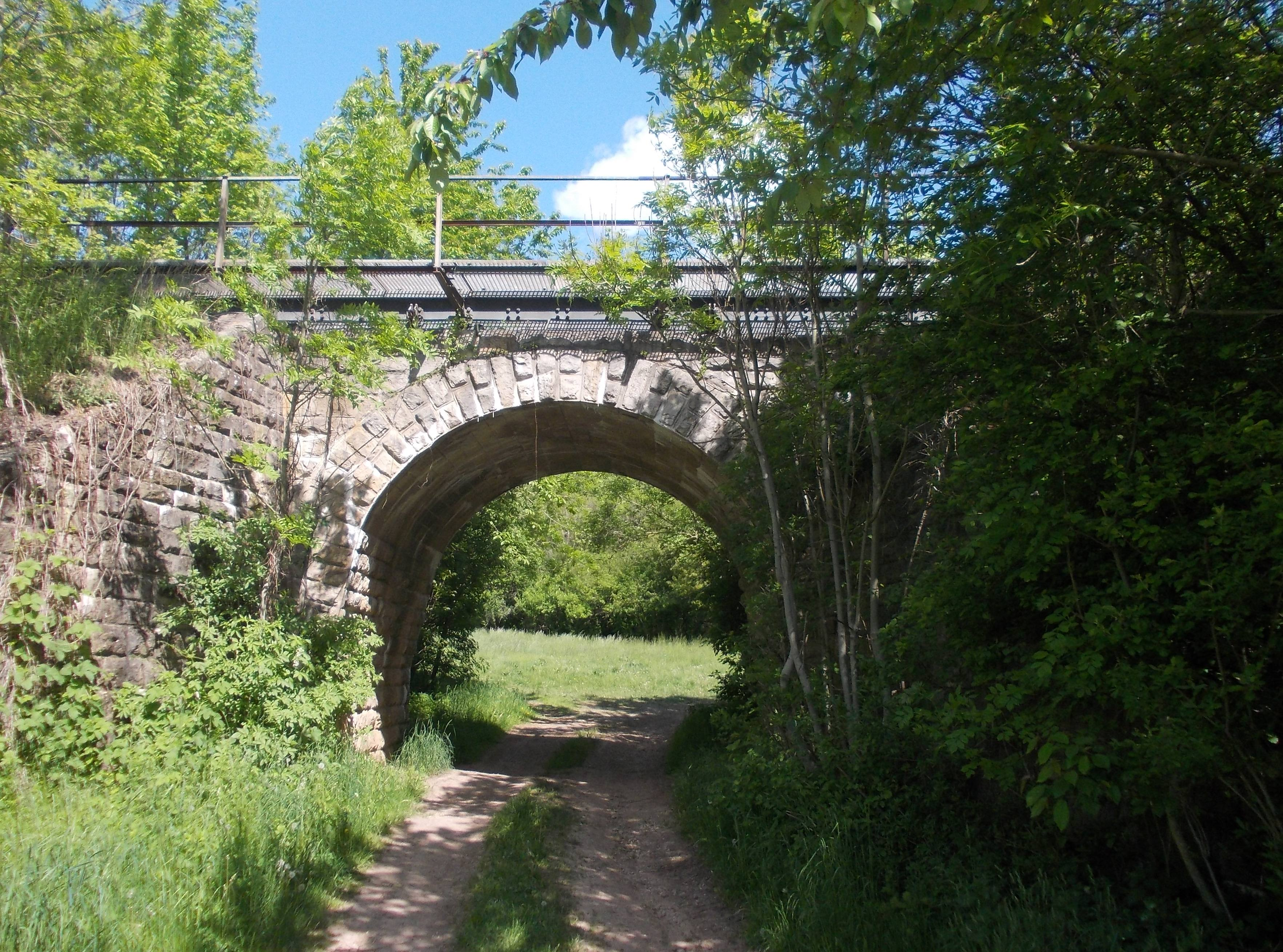
Gewölbebrücke bei Rathewitz